# 901
901 је била проста година.

## Догађаји
- Фебруар – Краљ Луј III (Слепи) је крунисан за цара Светог римског царства од стране папе Бенедикта IV у Риму. Његов ривал Беренгар I тражи уточиште у Баварској на двору краља Луја IV.
- Март – Абу Абас Абдалах наставља своју аглабидску кампању против византијских енклава на Сицилији. Он шаље своју флоту према Месини, док бомбардује градске зидине Дамоне.
- 10. јун - Абу Абас Абдалах прелази Месински мореуз и наставља у Ређо Калабрију. Појавивши се пред његовим зидинама, византијски гарнизон бежи, предајући град Аглабидима.
- Лето – Абу Абас Абдалах побеђује помоћну византијску морнарицу послату из Цариграда код Месине. Он демонтира утврђења Месине и свој плен преноси у Палермо.
- 10. јул – Битка код Заморе: У Ал-Андалузу, Ибн ал-Кит и Абу Наср Абд Алах ибн Али ал-Сарај позивају на џихад, али их краљ Алфонсо III побеђује.
- Едвард Старији носи титулу "Краљ Англосаксонаца". Његова мајка, довагер-квин Еалхсвитх, оснива Нунаминстер у Винчестеру и тамо се повлачи у монашки живот.
- 18. фебруар - Табит ибн Кура умире у Багдаду, пошто је служио као дворски астроном абасидског калифа Ал-Мутадида. Провео је свој живот у превођењу и подучавању дела грчких математичара, и то својих.
- 24. јануар – Кинески цар Џао Зонг из династије Танг (након што га је накратко сменио генерал Лиу Џишу) враћен је на кинески престо. Лиу, са четири члана породице евнуха су убијени.
- Краљевину Ху Гогурјео је успоставио вођа побуњеника Гунг Је. Он потчињава локалне господаре на Корејском полуострву и проглашава се за краља.
- У Кини је проширен град Фуџоу (провинција Фуђијан), изградњом новог градског зида („Луо град“).
- Толтеци су се сабрали у Тули. Град постаје главни град и постаје истакнут након пада Теотихуакана .
- Арета Кесаријски говори поводом Богојављења. Постаје званични ретор на византијском двору цара Лава VI (Мудрог) у Цариграду, и номинован је за архиепископа Кесарије у Кападокији.
- Никола Мистик, световњак близак патријарху Фотију, постаје цариградски патријарх.